# Louis Spangenberg
Pour les articles homonymes, voir Spangenberg (homonymie).
Louis Spangenberg (né le 11 mai 1824 à Hambourg, mort le 17 octobre 1893 à Berlin) est un peintre allemand.

## Biographie
Louis Spangenberg est un fils du médecin de Hambourg, Georg August Spangenberg (de). Le peintre Gustav Spangenberg est son frère, le politicien Wilhelm Spangenberg (de) est son demi-frère.

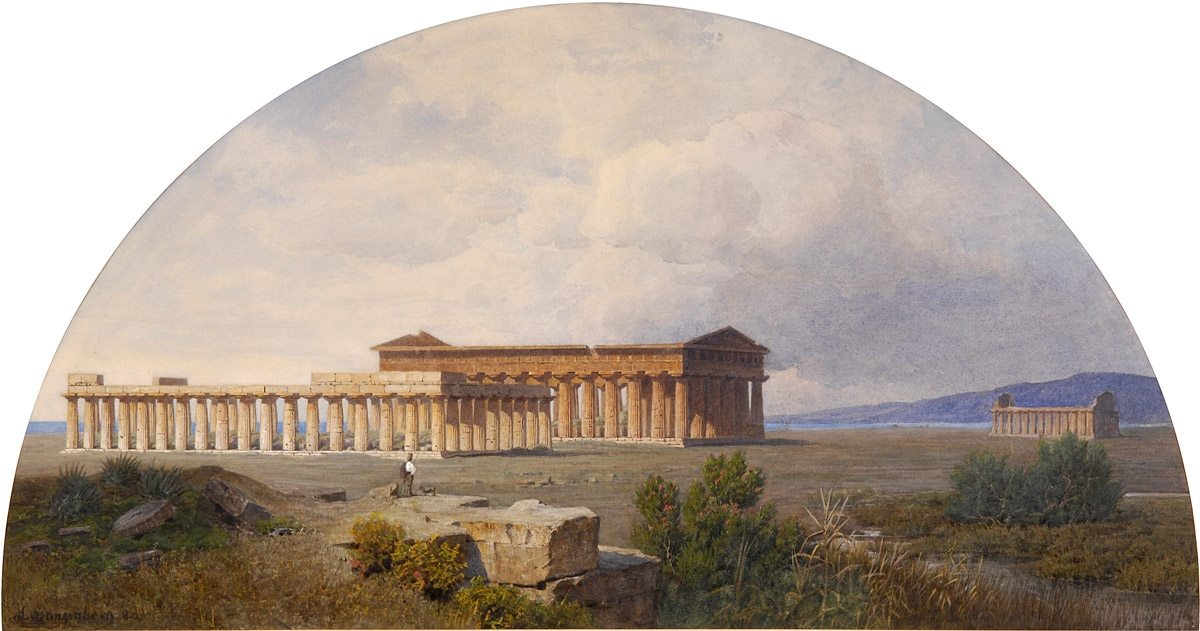
Le second temple d'Héra de Paestum, 1881

Il étudie l'architecture à l'école polytechnique de Karlsruhe auprès de Friedrich Eisenlohr (de). Plus tard, il va à l'université Frédéric-Guillaume de Berlin et, en 1848, se consacre à la peinture de paysages et d'architecture à Munich et à Bruxelles. Après de longs voyages d'étude à travers la France, la Grande-Bretagne, l'Italie et la Grèce, il s'installe en 1857 à Berlin. Ses paysages, dont les motifs sont en partie empruntés au nord de l’Allemagne, en partie à la Grèce et à l’Italie, se caractérisent par une conception large et rigoureuse, une tendance au stylisme et une humeur plutôt sérieuse.
Dans le nouveau bâtiment de l'Université technique de Charlottenbourg, il exécute une série de peintures murales illustrant les célèbres monuments architecturaux de l'Antiquité.